# Tribenoside
Il tribenoside è un composto dotato di attività vasocostrittrice. Viene utilizzato per gli stati di insufficienza venosa cronica associati a infiammazione, in quanto la vasocostrizione da esso indotta determina una riduzione della permeabilità vascolare e dell'edema collegati ad un aumento dell'elasticità dei sottilissimi vasi sanguigni (capillari). Il farmaco è commercializzato dalla società farmaceutica Novartis con il nome di Glyvenol nella forma di capsule contenenti 400 mg di principio attivo. È disponibile anche nella formulazione in crema, generalmente associato ad un anestetico locale come la lidocaina.

## Farmacodinamica
Il tribenoside sembra diminuire la permeabilità e l'edema vascolare, grazie alla sua azione vasocostrittrice (probabilmente secondaria ad inibizione del rilascio di istamina), determinando nel contempo un aumento dell'elasticità dei vasi capillari. È inoltre dotato di un'azione inibitrice su una serie di sostanze (chinine ed altre) che facilitano una serie di fenomeni infiammatori e determinano l'insorgenza del dolore. Al farmaco è stata attribuita una moderata azione analgesica, anti-artrosica, fibrinolitica e di promozione della azione di riparazione e cicatrizzante.

## Farmacocinetica
Il tribenoside a seguito di somministrazione per via orale è ben assorbito dal tratto gastroenterico. La concentrazione plasmatica di picco (Cmax) viene raggiunta a distanza di circa un'ora dall'assunzione per os. Il farmaco, una volta distribuito nell'organismo, raggiunge concentrazioni elevate nelle pareti vascolari. 
L'andamento farmacocinetico è di tipo bifasico, con una fase A di 2 ore e una fase B di 20 ore. 
Il principale metabolita del composto è stato individuato nell'acido benzoico e quindi nell'acido ippurico. L'eliminazione dall'organismo avviene prevalentemente attraverso l'emuntorio renale. 
In seguito ad applicazione topica il farmaco viene assorbito per il 2-20% dalla cute.

## Usi clinici
Il composto trova indicazione nel trattamento dei disturbi circolatori venosi, in particolare nell'insufficienza venosa cronica, nella malattia varicosa, e nella malattia emorroidaria.

## Dosi terapeutiche
Il farmaco viene somministrato per via orale alle dosi usuali di 800 mg/die (pari a 2 capsule). 
Nel trattamento delle emorroidi può essere impiegato anche per via rettale (800 mg/die) o per via topica come crema al 5%.

## Effetti collaterali e indesiderati
Nel corso del trattamento si possono verificare disturbi gastrointestinali (perdita di appetito, dispepsia, nausea) e reazioni cutanee locali (ad esempio dermatite da contatto), in particolare dopo l'applicazione topica. È stata anche segnalata la comparsa di reazioni allergiche, più spesso di tipo ritardato.

## Controindicazioni
Il tribenoside è controindicato nei soggetti con ipersensibilità nota al principio attivo, a molecole chimicamente correlate e agli eccipienti contenuti nella formulazione farmaceutica. 
L'applicazione diretta sulle ulcere varicose è sconsigliata. Le donne che allattano al seno precauzionalmente non debbono assumere il tribenoside per via orale.

## Sovradosaggio
L'overdose, volontario o accidentale, da tribenoside può manifestarsi con una sintomatologia prevalentemente gastrointestinale caratterizzata da dispepsia, nausea, vomito, dolore in regione epigastrica. Il trattamento dell'intossicazione prevede l'esecuzione della lavanda gastrica (l'induzione del vomito con sostanze ad azione emetica non è indicata) e le normali misure di supporto.